# Ewa Wójtowicz
Ewa Wójtowicz – polska doktor habilitowana nauk humanistycznych w dziedzinie nauk o sztuce i nauk o poznaniu i komunikacji. Autorka książek Net art (2008) i Sztuka w kulturze postmedialnej (2016).

## Życiorys
Absolwentka Akademii Sztuk Pięknych w Poznaniu w 2000. Stopień doktora habilitowanego nauk humanistycznych w dziedzinie nauk o sztuce uzyskała na Uniwersytecie Jagiellońskim, a doktorat nauk humanistycznych w zakresie nauk o poznaniu i komunikacji na Uniwersytecie im. Adama Mickiewicza w Poznaniu.
Jest autorką książek Net art (2008) i Sztuka w kulturze postmedialnej (2016) oraz kilkudziesięciu tekstów w języku polskim i angielskim, publikowanych w naukowych monografiach zbiorowych oraz czasopismach, jak m.in.: „Fragile”, „Ha!art”, „Kultura Popularna”, „Kultura Współczesna”, „Metaverse Creativity”, „Opcje”, czy „Przegląd Kulturoznawczy”. Zastępca redaktor naczelnej „Zeszytów Artystycznych” wydawanych przez Wydział Edukacji Artystycznej i Kuratorstwa UAP w Poznaniu. Zajmuje się krytyką artystyczną współpracując m.in. z „Magazynem O.pl”.
Należy do Polskiego Towarzystwa Kulturoznawczego, Polskiego Towarzystwa Estetycznego, Polskiego Towarzystwa Badań nad Filmem i Mediami oraz do polskiej sekcji AICA. Uczestniczyła aktywnie w kilkunastu konferencjach polskich i międzynarodowych, zajmuje się też popularyzacją zagadnień sztuki mediów w ramach wykładów otwartych i udziału w panelach dyskusyjnych.
Zainteresowania badawcze: sztuka postmedialna, sztuka postcyfrowa, kultura sieciowa, media lokacyjne w sztuce, sztuka internetu.
Wykłada na Uniwersytecie Artystycznym w Poznaniu.

## Publikacje
- Net art, Kraków 2008, ISBN 978-83-60236-21-5.
- Sztuka w kulturze postmedialnej, 2016, ISBN 978-83-65155-16-0.
- Ewa Wójtowicz, Net art po 2000. Nowe konteksty, w: Nowoczesność po ponowoczesności, red. Grzegorz Dziamski i Ewa Rewers, Poznań, 2007, ISBN 83-232-1729-7.